# Seymerich
Seymerich (Seimerech en luxembourgeois) est un lieu-dit de Belgique situé dans la ville d’Arlon en province de Luxembourg et Région wallonne, en bordure est de la ville d’Arlon.
Avant la fusion des communes de 1977, il faisait partie de la commune de Bonnert.

## Démographie
Seymerich compte 153 habitants au 31 décembre 2012.